# Arthur Wieferich
Arthur Josef Alwin Wieferich (Münster, 27 aprile 1884 – Meppen, 15 settembre 1954) è stato un matematico tedesco, ricordato per il suo lavoro sulla teoria dei numeri.

## Biografia
Nacque a Münster, frequentò l'Università di Münster (1903-1909) e successivamente lavorò ampiamente come insegnante nelle scuole fino al suo ritiro nel 1949. Si sposò nel 1916, tuttavia non ebbe figli.
Wieferich abbandonò i suoi studi dopo la sua laurea e non pubblicò nessun articolo dopo il 1909. La sua reputazione matematica è fondata su cinque documenti pubblicati mentre era studente a Münster:
- (DE) Beweis des Satzes, daß sich eine jede ganze Zahl als Summe von höchstens neun positiven Kuben darstellen lässt, in Mathematische Annalen, vol. 66, n. 1, 1908,  pp. 95-101, DOI:10.1007/BF01450913.
- (DE) Über die Darstellung der Zahlen als Summen von Biquadraten, in Mathematische Annalen, vol. 66, n. 1, 1908,  pp. 106-108, DOI:10.1007/BF01450915.
- (DE) Zur Darstellung der Zahlen als Summen von fünften und siebenten Potenzen positiver ganzer Zahlen, in Mathematische Annalen, vol. 67, n. 1, 1909,  pp. 61-75, DOI:10.1007/BF01451870.
- (DE) Zum letzten Fermat'schen Theorem, in Journal für die reine und angewandte Mathematik, vol. 136, n. 3/4, 1909,  pp. 293-302, DOI:10.1515/crll.1909.136.293.
- (DE) Zur Dreiecksgeometrie, in Journal für die reine und angewandte Mathematik, vol. 136, n. 3/4, 1909,  pp. 303-305, DOI:10.1515/crll.1909.136.303.

I primi tre articoli sono legati al problema di Waring, invece il suo quarto documento ha portato al termine il Numero primo di Wieferich.